# 明堂和也
明堂 和也（みょうどう かずや、1986年4月4日 - ）は、富山県出身の元プロサッカー選手、サッカー指導者。現役時代のポジションはミッドフィールダーとフォワード。

## 来歴
富山第一高校を卒業後、J1・アルビレックス新潟の下部組織である北信越フットボールリーグのJAPANサッカーカレッジに加入。
2006年は同じく新潟の下部組織であるシンガポールリーグのアルビレックス新潟シンガポールに移籍したが、2007年にJAPANサッカーカレッジに復帰。2008年には背番号11番を背負い、14試合に出場し8得点を挙げ活躍した。
2009年、アルビレックス新潟のトップチームに入団。この年に新潟に入団した大卒選手は、東口順昭・三門雄大がいる。新潟には2010年まで在籍し、2011年はタイのプレミアリーグに所属するパタヤ・ユナイテッドに完全移籍するも、8月に同クラブを退団。
2012年、地元のカターレ富山に完全移籍。同年限りでの現役引退を表明し、2013年よりカターレ富山のアカデミーの指導者となった。

## エピソード
- 2010年シーズンJ1第25節C大阪戦。72分に明堂の放ったシュートがゴールネットを揺らした。このゴールは一時は明堂のゴールかと思われ、会場の電光掲示板にもそのように表示されたが、実はゴールに入る直前にボールが大島秀夫の足に当たっていたため、記録上は大島の得点となった。

## 所属クラブ
- 大山FC
- FCひがしジュニアユース[1]
- 2002年 - 2004年 富山第一高校[1]
- 2005年  JAPANサッカーカレッジ
- 2006年  アルビレックス新潟シンガポール
- 2007年 - 2008年  JAPANサッカーカレッジ
- 2009年 - 2010年  アルビレックス新潟
- 2011年 - 2011年8月  パタヤ・ユナイテッド
- 2012年  カターレ富山

## 個人成績
| 国内大会個人成績 | 国内大会個人成績 | 国内大会個人成績 | 国内大会個人成績 | 国内大会個人成績 | 国内大会個人成績 | 国内大会個人成績 | 国内大会個人成績 | 国内大会個人成績 | 国内大会個人成績 | 国内大会個人成績 | 国内大会個人成績 |
| 年度             | クラブ           | 背番号           | リーグ           | リーグ戦         | リーグ戦         | リーグ杯         | リーグ杯         | オープン杯       | オープン杯       | 期間通算         | 期間通算         |
| 年度             | クラブ           | 背番号           | リーグ           | 出場             | 得点             | 出場             | 得点             | 出場             | 得点             | 出場             | 得点             |
| 日本             | 日本             | 日本             | 日本             | リーグ戦         | リーグ戦         | リーグ杯         | リーグ杯         | 天皇杯           | 天皇杯           | 期間通算         | 期間通算         |
| ---------------- | ---------------- | ---------------- | ---------------- | ---------------- | ---------------- | ---------------- | ---------------- | ---------------- | ---------------- | ---------------- | ---------------- |
| 2005             | JSC              |                  | 北信越           | 12               | 3                | -                | -                | 0                | 0                | 12               | 3                |
| シンガポール     | シンガポール     | シンガポール     | シンガポール     | リーグ戦         | リーグ戦         | リーグ杯         | リーグ杯         | シンガポール杯   | シンガポール杯   | 期間通算         | 期間通算         |
| 2006             | 新潟S            |                  | Sリーグ          |                  |                  |                  |                  | -                | -                |                  |                  |
| 日本             | 日本             | 日本             | 日本             | リーグ戦         | リーグ戦         | リーグ杯         | リーグ杯         | 天皇杯           | 天皇杯           | 期間通算         | 期間通算         |
| 2007             | JSC              | 9                | 北信越           | 11               | 1                | -                | -                | 2                | 0                | 13               | 1                |
| 2008             | JSC              | 11               | 北信越           | 14               | 8                | -                | -                | -                | -                | 14               | 8                |
| 2009             | 新潟             | 19               | J1               | 0                | 0                | 0                | 0                | 0                | 0                | 0                | 0                |
| 2010             | 新潟             | 19               | J1               | 6                | 0                | 0                | 0                | 0                | 0                | 6                | 0                |
| タイ             | タイ             | タイ             | タイ             | リーグ戦         | リーグ戦         | リーグ杯         | リーグ杯         | FA杯             | FA杯             | 期間通算         | 期間通算         |
| 2011             | パタヤ           | 25               | プレミア         |                  |                  |                  |                  |                  |                  |                  |                  |
| 日本             | 日本             | 日本             | 日本             | リーグ戦         | リーグ戦         | リーグ杯         | リーグ杯         | 天皇杯           | 天皇杯           | 期間通算         | 期間通算         |
| 2012             | 富山             | 29               | J2               | 4                | 1                | -                | -                | 0                | 0                | 4                | 1                |
| 通算             | 日本             | 日本             | J1               | 6                | 0                | 0                | 0                | 0                | 0                | 6                | 0                |
| 通算             | 日本             | 日本             | J2               | 4                | 1                | -                | -                | 0                | 0                | 4                | 1                |
| 通算             | 日本             | 日本             | 北信越           | 37               | 12               | -                | -                | 2                | 0                | 39               | 12               |
| 通算             | シンガポール     | シンガポール     | Sリーグ          |                  |                  |                  |                  |                  |                  |                  |                  |
| 通算             | タイ             | タイ             | プレミア         |                  |                  |                  |                  |                  |                  |                  |                  |
| 総通算           |                  |                  |                  |                  |                  |                  |                  |                  |                  |                  |                  |

- その他公式戦
  - 2007年 全国社会人サッカー選手権大会 1試合0得点
  - 2008年 全国社会人サッカー選手権大会 3試合1得点

## 指導歴
- 2013年 - 2015年　カターレ富山スクールコーチ
- 2015年 - 2017年　カターレ富山U-15コーチ
- 2017年 - 2019年　カターレ富山U-18コーチ
- 2019年 - 2021年　カターレ富山U-18監督
- 2021年 - 2023年　カターレ富山U-15監督
- 2024年 - カターレ富山U-18監督